# Astra Space

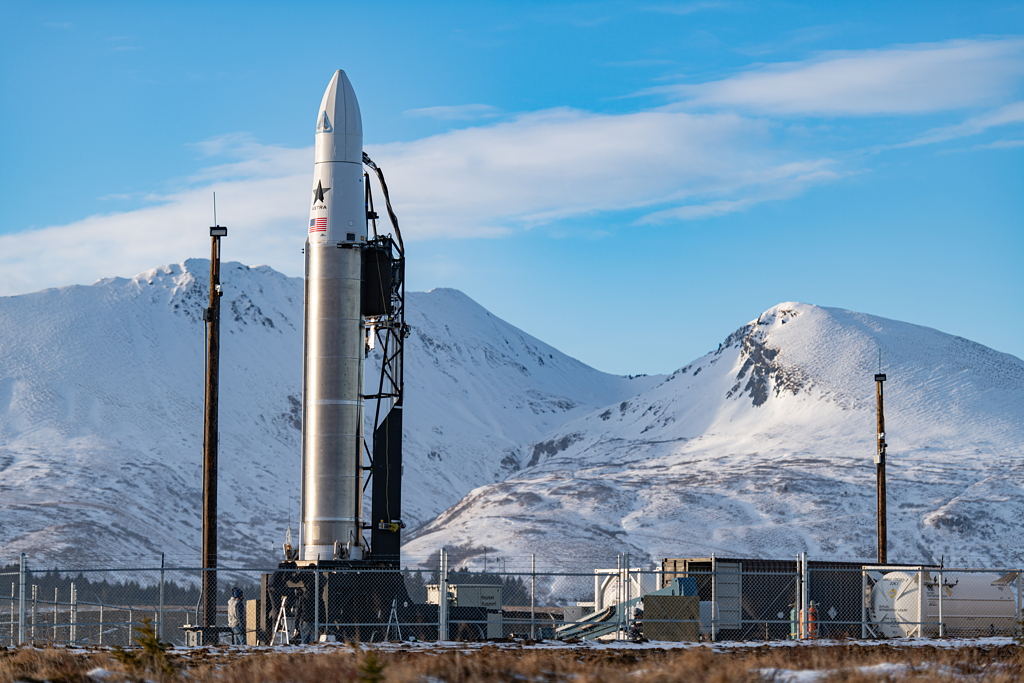
Astra Rocket 3.0 de Astra Space.

Astra Space, anteriormente conocida como Ventions LLC, es una compañía de vehículos de lanzamiento con sede en San Francisco, California, que desarrolla motores bipropelentes líquidos alimentados por bombas para DARPA y NASA. Astra Space es un proveedor de tecnología para el programa Airborne Launch Assist Space Access (ALASA) de DARPA, y trabajó en el programa Small Air Launch Vehicle to Orbit (SALVO), un vehículo lanzado por vía aérea para la colocación de cargas útiles tipo cubesats en órbita terrestre baja, en 2014. Sobre la base de esa experiencia, Astra Space está trabajando para el primer lanzamiento orbital de su vehículo de lanzamiento Rocket 3.0 durante 2020.

## Historia
Astra Space fue fundada como Ventions LLC en 2005 como una empresa de servicios y desarrollo tecnológico. El trabajo inicial se centró en novedosas técnicas de fabricación para realizar inyectores de excelente calidad y canales de enfriamiento en motores de cohetes, de no más de unos pocos centímetros de tamaño. Esto fue seguido por el uso de la misma técnica para fabricar pequeños impulsores con alturas de aspa tan pequeñas como 0.51 mm, y demostraciones de bombas a pequeña escala basadas en turbomaquinaria, para la presurización de propelentes.
En septiembre de 2016, Ventions LLC fue refundada como Astra Space, Inc.
Se realizaron dos vuelos de prueba suborbitales en 2018: uno el 20 de julio y otro el 29 de noviembre. Ambas tuvieron fallos en el lanzamiento, aunque para el último intento la compañía estaba "muy satisfecha con el resultado de este".
Astra Space pasó 2019 diseñando y construyendo Rocket 3.0 integrando sistemas de propulsión, aviónica y otros componentes de presurización / plomería en un vehículo de lanzamiento orbital alimentado por bomba eléctrica de alto rendimiento.

### Primer intento de vuelo orbital
Astra fue el único finalista del concurso de DARPA "Launch Challenge", el que premia con 2 millones de dólares a la empresa que logre lanzar una determinada carga a órbita terrestre en un plazo relativamente breve de tiempo, para luego anunciarse un segundo sitio de lanzamiento para lanzar una segunda carga a órbita, con ~1 mes de plazo. Los detalles de la carga y la fecha de plazo serían anunciados sin una prudente anticipación. Al lograr este último objetivo, Astra recibiría $10 millones como premio.
El primer lanzamiento del desafío implicaba desplegar las cargas útiles en una órbita heliosíncrona de 445 kilómetros de altitud y 97,2 grados de inclinación. Sin embargo, se consideraría exitoso si lograra el despliegue de cargas a una altitud orbital mínima de 250 km.
Astra participó con su primer lanzador orbital, Rocket 3.0, el que viajó a Kodiak dentro de un contenedor estándar.
Las cargas que serían lanzadas fueron:
- Prometheus-2, un cubesat 1.5U demostrador de tecnologías, integrante de la serie de cubesats del mismo nombre, desarrollado por el Laboratorio Nacional de Los Álamos para el Departamento de Defensa estadounidense.[11]
- ARCE-1 (Articulated Reconnaissance and Communications Expedition), un conjunto de 3 cubesats 0.5U desarrollado y operado por la Universidad del Sur de Florida.[12]
- SOARS (Space Object Automated Reporting Systems), una radiobaliza fijada a la segunda etapa del cohete, desarrollada y operada por la empresa estadounidense Tiger Innovations.[13]

Tras llegar al conteo final sin novedades, una lectura del cohete fuera de parámetros, relacionada con el sistema de guiado, navegación y control (GNC) detuvo el conteo a T - 51 segundos del lanzamiento, a las 20:54 UTC. Finalmente, Astra desistió del lanzamiento alrededor de media hora antes del cierre de la ventana de lanzamiento, programado a las 23:30 UTC, sin poder resolver el problema, por consiguiente, quedando descalificado del concurso.

## Vehículos de lanzamiento
Rocket 3.0
Está diseñado para tener una capacidad de carga útil de aproximadamente 100 kg en órbita terrestre baja. Es un cohete de 2 etapas que usa RP-1 como combustible y oxígeno líquido como oxidante. Está fabricado principalmente en aluminio, lo que hace su fabricación más económica frente a otros materiales como la fibra de carbono. Astra cuenta con 2 unidades fabricadas (denominadas «1 de 3» y «2 de 3»), más una tercera («3 de 3») en producción en su fábrica de Alameda, con las que espera alcanzar la órbita terrestre en el corto plazo. La primera unidad intenta lanzar la primera misión del concurso "Launch Challenge" de DARPA.
Rocket 3.1
El Cohete de Astra era básicamente lo mismo que el 3.0 con algunos pequeños cambios de hardware y software. En el lanzamiento se planeó que la segunda etapa alcanzara la órbita pero el sistema de guía del Cohete falló y el rango de seguridad ordenó apagar los motores. Los sistemas del vehículo funcionaron bien, incluido el sistema de terminación de vuelo. 

Rocket 3.2
Astra  Explicó que el mayor cambio entre el Rocket 3.1 y 3.2 fue  en el software. Especialmente en el software de guía, que provocó la pérdida del Rocket 3.1.
Tras el lanzamiento la primera etapa funcionó de manera normal, la separación fue normal pero el motor del cohete se apagó antes de llegar a la velocidad orbital, esto debido a una mala mezcla del combustible. 
Rocket 3.3(LV0006)
Astra intentó lanzar su primera carga útil comercial al espacio en su Rocket 3.3, también conocido como LV0006.fue uno de los dos lanzamientos de prueba del Departamento de Defensa (DoD) 
En esta versión del cohete arreglaron el problema de mezcla de combustible  y  en una entrevista con NASASpaceflight Chris Kemp, dijo que  estiraron la primera etapa.
El cohete encendió con éxito sus 5 motores Delphin, pero desgraciadamente perdió uno de sus motores 0,3 s después de que se soltaran las correas que sostienen el Cohete. Como resultado, todo el cohete se inclinó en la dirección del motor defectuoso. El vehículo se movió lateralmente pero después de quemar suficiente comenzó  su lento ascenso. Astra obtuvo  2 minutos y 31 segundos de datos. El rango de seguridad decidió enviar el comando para apagar los motores ya que el cohete no podría lograr su objetivo orbital 
Rocket 3.3 (LV0007)
Astra lanzó con éxito su Rocket 3.3, (LV0007), a la órbita por primera vez, el cohete despegó el 20 de noviembre de 2021. Esta fue la segunda misión para el departamento de defensa de los estados unidos (DoD) como parte del programa de prueba espacial.
En este vehículo, Astra reconfiguró el sistema de suministro de combustible y mejoraron los procedimientos de verificación.
Rocket 3.3 (LV0008)
Astra lanzó al espacio la misión ELaNa 41 de la NASA. Este lanzamiento marcó el primer lanzamiento de Astra desde la Costa Espacial en el Complejo de Lanzamiento Espacial 46 (SLC-46) en la Estación de la Fuerza Espacial de Cabo Cañaveral en Florida.
Rocket 3.3 (LV0009
Astra lanzó con éxito su Rocket 3.3, designado LV0009, fue la segunda vez en la historia de Astra que logran llegar a órbita. El cohete, con la misión Astra-1 a bordo, despegó de Launch Pad 3B, Pacific Spaceport Complex en Kodiak, Alaska, 16:22 UTC del 15 de marzo de 2022.
Rocket 3.3 (LV0010)
Astra lanzó la misión  TROPICS-1  para la NASA. Este lanzamiento marcó el segundo lanzamiento de Astra desde la Costa Espacial en el Complejo de Lanzamiento Espacial 46 (SLC-46) después de la pérdida de la misión ElaNa 41.
El lanzamiento fracasó después de que el motor de la segunda etapa se apagara antes de lo previsto.
Astra aún investiga 

## Localizaciones
Astra Space tiene su sede en Alameda, California.
Hay un sitio de lanzamiento en Kodiak Launch Complex.
También tiene una pequeña presencia en Washington D. C. y un sitio de prueba dedicado para pruebas de encendido de motores de cohetes y etapas de lanzamiento de vehículos en el aeropuerto de Castle en Atwater, California. 